# Eria atrorubens
Eria atrorubens är en orkidéart som beskrevs av Rudolf Schlechter. Eria atrorubens ingår i släktet Eria och familjen orkidéer. Inga underarter finns listade i Catalogue of Life.